# Obere Ölmühle (Bad Wimpfen)

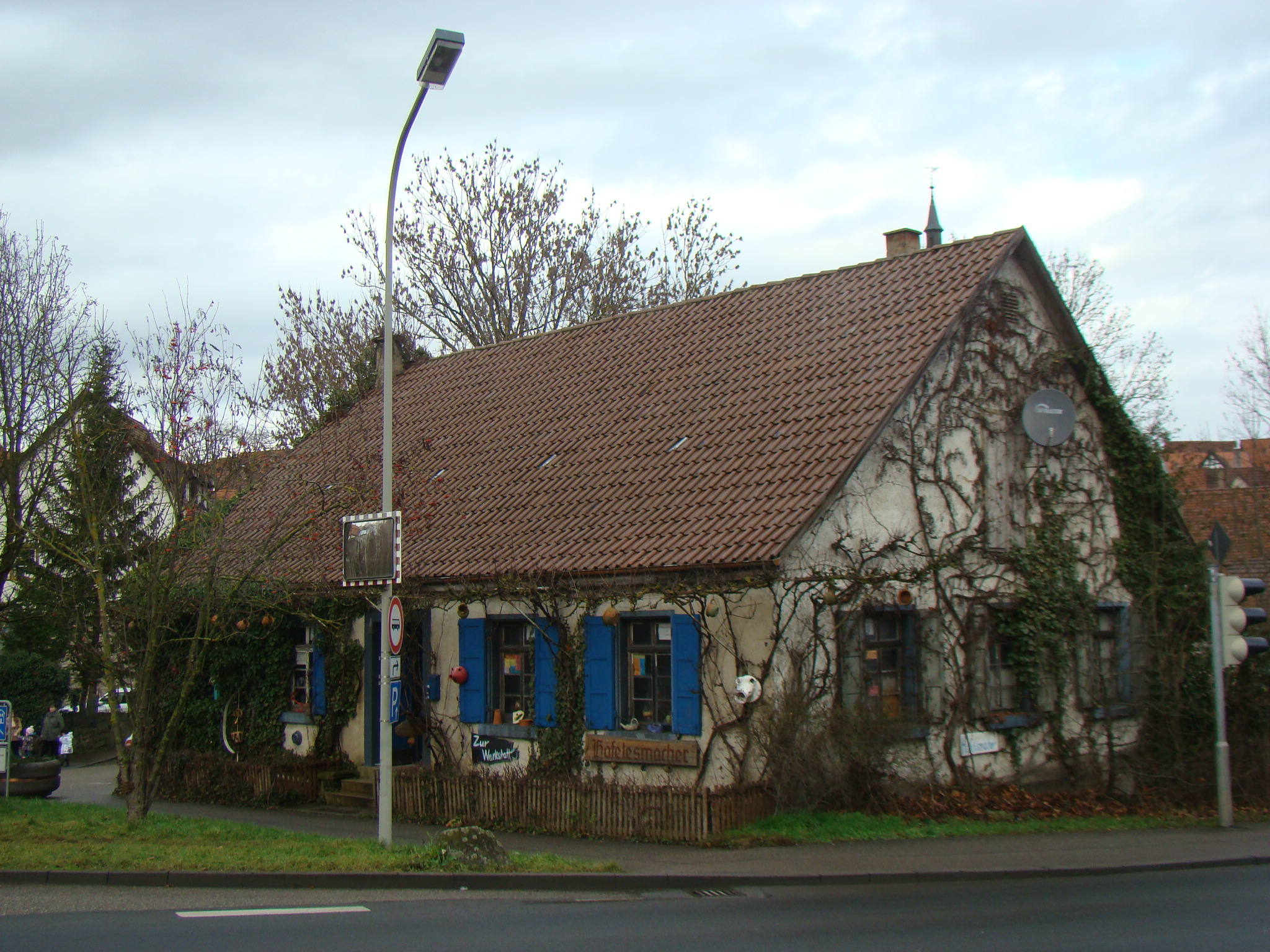
Ehemalige Obere Ölmühle in Bad Wimpfen

Die Obere Ölmühle in Bad Wimpfen im Landkreis Heilbronn im nördlichen Baden-Württemberg bestand bereits im Jahr 1500. Das zuletzt 1825 erneuerte und heute von einem Töpfer genutzte Gebäude ist ein erhaltenswertes Gebäude innerhalb der denkmalgeschützten Gesamtanlage Bad Wimpfen am Berg.

## Geschichte
Die Mühle wurde 1500 erwähnt, als eine auf der Mühle haftende Gült von der Stadt Wimpfen erworben wurde. 1605 wurde die Mühle erneuert. 1798 war sie eine von vier gültpflichtigen Mühlen der Stadt. Die Mühle wurde zeitweise als Öl-, Tabak-, Loh- und Gipsmühle genutzt, und hatte wahrscheinlich auch Anbauten für eine Gewürz- und Pulvermühle. Als Müller genannt werden Heinrich Nollert (1811), Friedrich Langer (1817/20) sowie Moses und Salomon Dreyfuß (1843). Das Gebäude wurde zuletzt 1825 erneuert. Heute befindet sich keine Mühlentechnik mehr in dem Gebäude, es wird stattdessen als Wohnhaus und Atelier eines Töpfers genutzt.

## Beschreibung
Das Gebäude in der Neutorstraße 15 ist ein eingeschossiger Putzbau mit Satteldach. Das Gebäude liegt im Stadtgraben direkt am alten Abfluss (Adamsgraben) des Birkensees (einst Adamssee und Biersee genannt). Der Ablauf des Wassers hat an dieser Stelle eine Fallhöhe von rund vier Metern, so dass die Mühle sicher von einem oberschlächtigen Mühlrad betrieben wurde.